# 이태림
이태림(1973년 ~ )은 대한민국의 배우이자 모델이다.

## 연기 활동

### 드라마
- 1996년 : KBS2 수목드라마 《프로젝트》.. 재원 역
- 2008년 : SBS  금요드라마 《신의 저울》 ... 오광철 역
- 2009년 : SBS  일일연속극 《천국의 아이들》
- 2012년 : KBS2 드라마 스페셜 《KBS 드라마 스페셜 시즌3 - 칠성호》 ... 고만수 역
- 2014년 : KBS1 대하드라마 《정도전》 ... 이방과 역

### 영화
- 1996년 : 《나에게 오라》 ... 친구들 역
- 2002년 : 《유아독존》 ... 물감 역
- 2003년 : 《대한민국 헌법 제1조》 ... 마두성 역
- 2005년 : 《동상이몽》 ... 메이킹 역
- 2006년 : 《스승의 은혜》 ... 남철 역
- 2006년 : 《열혈남아》 ... 회갑연 사내 1 역
- 2007년 : 《마이 파더》 ... 전라도 사투리 재소자 역
- 2008년 : 《좋은 놈, 나쁜 놈, 이상한 놈》 ... 삼국파 역
- 2008년 : 《모던 보이》 ... 아틀란티스 지배인 역
- 2009년 : 《킬미》 ... 프로파일러 역
- 2009년 : 《트라이앵글》 ... 장사꾼 남 역
- 2010년 : 《아빠가 여자를 좋아해》 ... 바람남 역
- 2012년 : 《홈 스위트 홈》  ... 신욱 역
- 2012년 : 《아버지는 개다》 ...  광수 역
- 2012년 : 《자칼이 온다》 ... 도 형사 역
- 2014년 : 《지옥화》 ... 지원 역
- 2015년 : 《친애하는 지도자동지께》 ... 북성 부 역
- 2015년 : 《욕정이 활활》 ... 광수 역
- 2017년 : 《어느 여름날 밤에》 ... 협박남 역

### 광고
- 2003년 GM대우
- 2007년~2008년 SHOW
- 2009년 오뚜기 스낵면 컵
- 2017년 NH농협카드
- 2018년 호텔스닷컴

## 수상
- 2012년 제20회 대한민국 문화연예대상 드라마 신인상